# Gladys Baldwin
Gladys Baldwin (Callao, 1937 - 1982) fue una tiradora peruana. Era hija de Guillermo Baldwin y madre de Gladys Seminario, ambos también tiradores olímpicos.

## Trayectoria
En 1968 ganó 4 medallas de oro en el Sudamericano de Tiro realizado en Santiago de Chile. En ese torneo obtuvo el récord sudamericano en Match Olímpico, que se mantuvo vigente hasta 1971.
En el Campeonato Mundial de Tiro de 1970, celebrado en Phoenix, Estados Unidos, terminó en cuarto lugar de la prueba de carabina posición tendido.
Fue parte de la delegación de Perú en los Juegos Olímpicos de México 1968 y de Múnich 1972. Participó en ambas ediciones en la prueba de rifle en posición tendido 50 m.

## Participaciones en Juegos Olímpicos
| Torneo                | Equipo | Sede             | Modalidad                      | Resultado           |
| --------------------- | ------ | ---------------- | ------------------------------ | ------------------- |
| Juegos Olímpicos 1968 | Perú   | Ciudad de México | Rifle en posición tendido 50 m | Trigésima primera   |
| Juegos Olímpicos 1972 | Perú   | Múnich           | Rifle en posición tendido 50 m | Septuagésima quinta |